# Zeichnungsfrist
Die Zeichnungsfrist ist im Börsenhandel derjenige vom Emittenten festgelegte Zeitraum, innerhalb dessen im Rahmen einer Wertpapieremission neu auf den Markt kommende Aktien oder Anleihen vor dem Börsengang zu einem festgelegten Emissionskurs gezeichnet werden können.

## Allgemeines
Innerhalb der Zeichnungsfrist können Anleger das von ihnen gewünschte Platzierungsvolumen zum Emissionskurs bei Kreditinstituten zeichnen und dadurch rechtsverbindlich zum Zuteilungszeitpunkt auf dem Primärmarkt erwerben. Die Zeichnungsfrist ist eine Ausschlussfrist, nach deren Ablauf ein Erwerb zu den Bedingungen des Wertpapierprospektes nicht mehr möglich ist.

## Wesen
Eine Zeichnung und damit auch eine Zeichnungsfrist gibt es bei Aktien, Anleihen und Zertifikaten. Handelt es sich bei Aktien um eine Kapitalerhöhung, so erfüllt die Bezugsfrist dieselbe Aufgabe wie die Zeichnungsfrist. 
Im Wertpapierprospekt wird unter anderem auch die Zeichnungsfrist festgelegt. Ihre Dauer hängt von der Einschätzung des Emittenten über das Marktpotenzial seiner Emission ab, also welches Platzierungsvolumen von den Anlegern voraussichtlich gezeichnet wird. Von Bedeutung für das Marktpotenzial ist vor allem der Emissionskurs, der beim Auktionsverfahren und Tenderverfahren (üblich unter anderem in Frankreich, Israel oder Taiwan) und Bookbuilding zum Einsatz kommt. Ein hohes Platzierungsvolumen sollte wegen der Unsicherheit einer vollständigen Platzierung zu einer längeren Zeichnungsfrist führen.
Nach dem Ende der Zeichnungsfrist wird der endgültige Emissionskurs aufgrund der vorliegenden limitierten Wertpapierorders festgelegt.
Während die meisten üblichen Optionen kontinuierlich und ohne separate Zeichnungsfrist gehandelt werden, wird von den emittierenden Banken insbesondere bei exotischen Optionen, also Derivaten, die keine Standardprodukte sind, oft eine Zeichnungsfrist von zwei bis drei Tagen gestellt. In dieser Zeitspanne haben z. B. auch andere Banken die Möglichkeit, ihre jeweiligen Kunden auf eine Zeichnung anzusprechen. Das Besondere an dieser Zeichnung ist, dass der Emissionskurs oft von verschiedenen Einflussfaktoren abhängig ist. So wird die Preisberechnungsmethode zwar bereits zu Beginn der Zeichnungsfrist bekannt gegeben, jedoch erfolgt die genau Ermittlung und Bekanntgabe der Basis- und Referenzpreise erst nach Abschluss der Zeichnungsfrist.

## Wirtschaftliche Aspekte
Die Zeichnungsfrist bei Wertpapieren dauert im Regelfall bis zu drei Wochen. Ist die Zeichnungsfrist abgelaufen, können sie auf dem Sekundärmarkt zum dortigen aktuellen Börsenkurs erworben werden. Der Emissionskurs kann beim späteren Börsenhandel auf dem Sekundärmarkt über- oder unterschritten werden. Häufig wird der Emissionskurs auf dem Sekundärmarkt überschritten, weil der Wertpapierprospekt eine Unterbewertung vorgesehen hatte. Umgekehrt kommt es zur Überbewertung, wenn der Emissionskurs zu hoch angesetzt wurde. 
Das Emissionskonsortium behält sich den vorzeitigen Schluss der Zeichnung vor Ablauf der Zeichnungsfrist vor, wenn die vorliegenden Zeichnungen das Platzierungsvolumen erreicht oder überschritten haben. Die Überschreitung ist eine Überzeichnung, die zur Repartierung führt. Bei großer Nachfrage kann auch eine Mehrzuteilungsoption ausgeübt werden, wenn es in den Emissionsbedingungen vorgesehen ist.